# Фрорип, Август фон
Август фон Фрорип (нем. August von Froriep; 10 сентября 1849, Веймар — 11 октября 1917, Тюбинген) — немецкий анатом.

## Биография
Сын и внук известных немецких анатома Роберта Фридриха Фрорипа (1804—1861) и врача и естествоиспытателя Людвига Фридриха фон Фрорипа (1777—1847). Брат художницы Берты Фрорип (1833—1920).
Изучал медицину в 1868—1874 годах в Гёттингене, Тюбингене и Лейпциге; с 1874 года доктор медицины, в 1875—1878 годах состоял ассистентом при анатомическом институте в Лейпциге, в 1884 году назначен профессором в Тюбингене, в 1895 году избран, на место Генке, ординарным профессором анатомии и директором анатомического института в Тюбингене. В 1879 году работал в Париже в гистологической лаборатории Ранвье и в 1893 году на Неаполитанской станции, причем производил исследования над эмбриологией поперечноротых рыб. 
Фрорип опубликовал следующие труды: «Sarcolemm und Muskelkern» (1879); «Zur Entwicklungsgeschichte der Wirbels ä ule, insbesondere d. Atlas und Epistropheus und d. Occipitalregion» («Arch. Anat. u. Physiol.», 1883 и 1886); «Zur Entwicklungsgeschichte der Kopfnerven» («Verh. Anat. Ges.», 1891); «Entwicklungsgeschichte des Kopfes» («Ergebn. d. Anat. u. Entw.-gesch.», 1894); «Ueber ein für die Lagebestimung des Hirnstammes im Schädel verhängnisvolles Artefact beim Gefrieren des menschlichen Cadavers» («Anat. Anz.», 1901).
В 1911 году Фрорип объявил, что им идентифицирован череп Фридриха Шиллера, однако не все учёные согласились с его доводами и до сих пор этот вопрос однозначно не разрешён.